# 紋胸黑翅螢
紋胸黑翅螢（学名：Luciola filiformis），又名紋螢，为螢科熠螢屬下的一个种。